# 에발트 아멘데

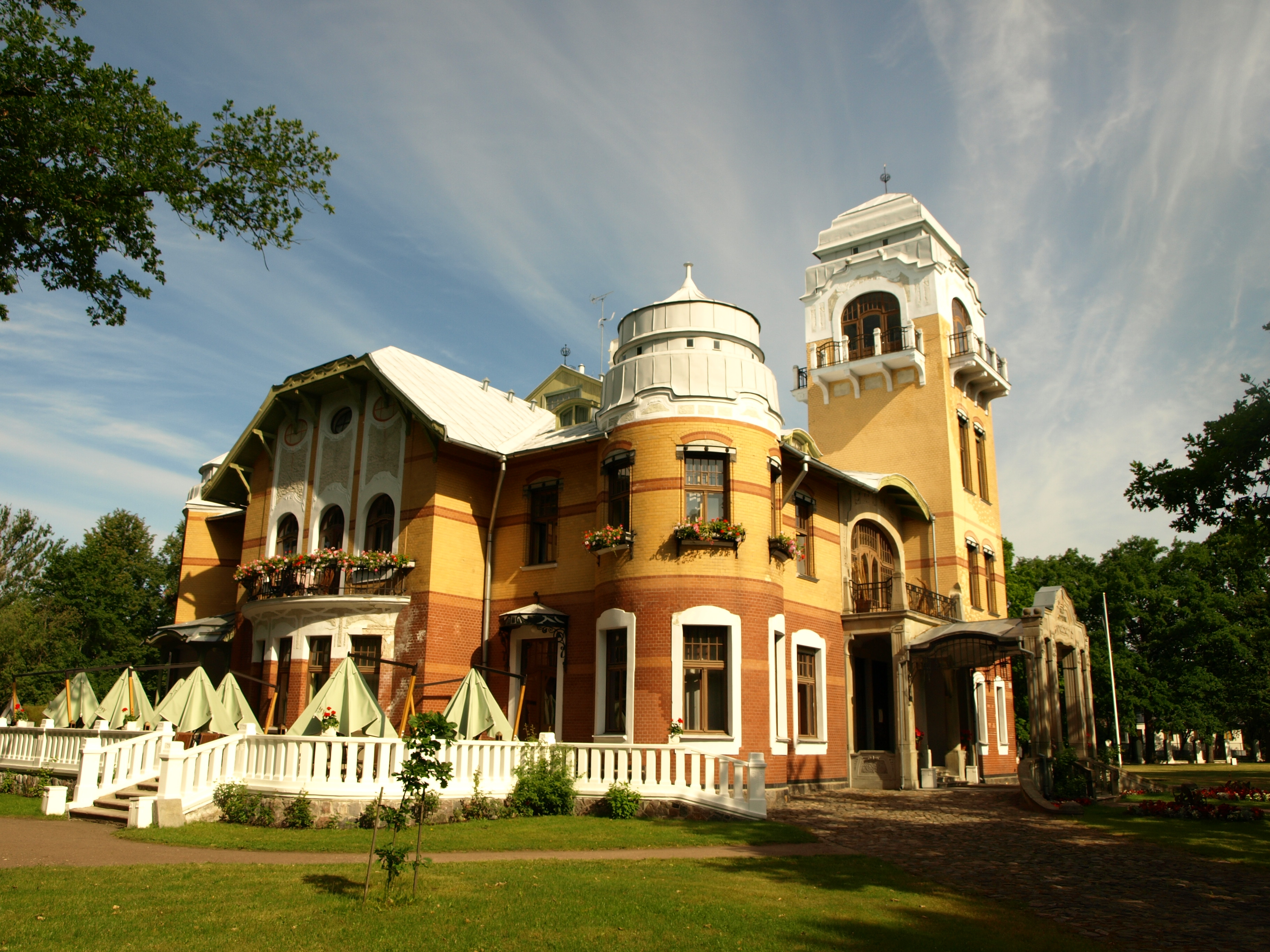
에스토니아 패르누에 있는 빌라 아멘데. 현재는 고급 호텔로 사용된다.

에발트 아멘데(독일어: Ewald Ammende, 1893년 1월 3일 러시아 제국 리보니아 현 패르누 - 1936년 4월 15일 중국 베이징)은 에스토니아의 언론인으로, 인권 운동가이자 발트 독일인 출신의 정치인이다.

## 생애
에발트 아멘데는 리보니아 지역의 부유하고 영향력있으며 역사깊은 상인 집안에서 태어났다. 패르누에서 고등학교시절을 보낸 후 1910년 리가에 있는 공대에서 상업을 공부한 것을 시작으로 쾰른, 튀빙겐 등에서 경제학을 공부한 뒤 크리스티안 알브레히트 대학교에서 정치과학으로 박사학위를 받았다.
제1차 세계대전동안 남부 러시아에서 케이터링을 통해 돈을 벌었으며, 리보니아가 에스토니아와 라트비아로 분리된 후에는 전세계의 소수민족을 위한 캠페인에 뛰어들었다. 1919년에서 1922년까지 《Rigasche Rundschau (리가 평론)》의 편집자이자 출판 감독으로 근무하며, 폴 쉬만 등의 다른 유명한 소수민족 인권운동가들과 협업을 하게 된다. 또한 "유럽의 독일계 소수민족 연합"의 공동 설립자로서 아멘데는 1925년 "에스토니아에 있는 소수민족들의 문화적 자치권에 대한 법률"의 제정에 큰 공헌을 하였다. 같은 해 여러 국가의 소수민족 대표자들이 모여서 그를 유럽 민족의회(ENK)의 사무총장으로 선출하기에 이른다.
아멘데는 소수민족을 대표하여 권리를 보장하기 위한 기구를 세운다. 그는 민족통일주의는 소수민족 문제에 대한 해결책으로는 충분하지 못하다고 생각하였으며, 국가 정부와 소수민족 공동체간 상호 인식에 기반을 둔 균형을 통해 이를 해결하고자 하였다. 그는 ENK의 사무총장으로서 유대인 공동체가 베른하임 청원을 제출하는 것을 도와주었는데, 이 일로 국가사회주의자들로부터 평판을 잃게된다. 비슷한 시기에 ENK의 여러 원조 활동들로 인해 그는 미국과 소련 정부와도 갈등을 겪게된다.
아멘데는 또한 빈의 저명한 추기경인 테오도르 인니처가 세운 범국가-종파 구호단체의 명예의장직을 맡는다. 인니처는 아멘데가 책 《Muss Russland Hungern? Menschen und Völkerschicksale in der Sowjetunion (러시아는 굶주려야 하는가? 소련의 인민과 운명)》을 출판할 때 큰 도움을 준 사람으로, 이후로도 각별한 관계를 유지해나간다. 이 책에서 아멘데는 주로 우크라이나와 쿠반의 서부 코카서스인들의 이야기를 다루는데, 당시 소련에서 발생했던 대기근인 홀로도모르를 다루며 대중의 많은 관심과 논란을 불러일으켰다. 아멘데는 또한 이 책에서 우크라이나 내부의 폴란드인, 마자르인, 루마니아인, 유대인, 벨로루시인, 크림계 독일인 등 소수민족들에 대한 체계적인 억압에 대해서도 이야기하고 있다. 이 시점에서 아멘데가 국가사회주의를 거부하였다는 사실이 이미 알려져 있었지만, 소련 당국은 국가사회주의 프로파간다의 제작을 혐의로 ENK를 고소한다. 이 잘못된 시각은 전후 동독의 역사가들 사이에서 현대 연구 문헌까지 이어져왔다. 아직까지도 일부 역사학자들은 홀로도모르에 대한 ENK의 국제 캠페인들이 나치정권의 반 코민테른 정책의 일부로 이루어진 것이라고 주장한다. 아멘데는 그의 책에서 알렉산더 비너베르거가 하르키우에서 1933년에 찍은 사진들을 익명으로 소개하는데, 이 사진들은 지금까지 홀로도모르를 대표하는 사진들로 남아있다.
아멘데는 극동에 있는 유대인 자치주 발트게임에서 온 유대인 소수민족 대표자를 만나기 위해 베이징에 갔다가 1936년 4월 15일 사망하는데, 그의 죽음에 대해서는 독일계 병원에서 숨을 거두었다는 사실 외에는 알려져있지 않다. 유럽의 신문들에서 부고기사를 찾아볼 수 있으며, 살인, 자살, 심장마비, 당뇨로 인한 뇌졸중까지 그 사인에 대한 추측이 난무하다. 현재에는 가족력의 관점에서 당뇨로 인한 뇌졸중을 그의 사인으로 보고있다. 그의 사후 그의 형제이자 오른팔이었던 에리히 아멘데(Erich Ammende)가 ENK의 경영의 임시 책임자로 부임하게 된다. 그러나 에리히 역시 개월 후 빈에서 사망한다. 아멘데는 에스토니아 패르누의 알레피 묘지에 묻혀있다.

## 읽을거리
- Die Hilfsaktion für Petersburg. R. Ruetz Riga, 1920.
- Die Agonie einer Weltstadt. Helft Petersburg! R. Ruetz Riga, 1920.
- Europa und Sowjet-Rußland. Curtius-Verlag Berlin, 1921.
- Die Gefährdung des europäischen Friedens durch die nationale Unduldsamkeit. Karl Jaspers Wien, 1927.
- Nationalitäten in den Staaten Europas. Braumüller Universitäts-Verlagsbuchhandlung Wien und Leipzig, 1931.
- Muss Russland hungern? Menschen und Völkerschicksale in der Sowjetunion. Wilhelm Braumüller Universitäts-Verlagsbuchhandlung Wien, 1935.
- Human Life in Russia. G. Allen & Unwin London, 1936.

## 참고 문헌
- Heinrich Lackmann: Ammende, Ewald. In: Neue Deutsche Biographie, Bayerische Akademie der Wissenschaften, München 1953.
- Rudolf Michaelsen: Der Europäische Nationalitäten-Kongreß 1925-1928: Aufbau, Krise und Konsolidierung. Lang, Frankfurt am Main 1984, ISBN 3-8204-7616-4.
- Sabine Bamberger-Stemmann: Der Europäische Nationalitätenkongress 1925–1938. Nationale Minderheiten zwischen Lobbyistentum und Großmachtinteressen. Herder-Institut, Marburg 2001, ISBN 3-87969-290-4.
- Martyn Housden: On their own behalf : Ewald Ammende, Europe's national minorities and the campaign for cultural autonomy ; 1920-1936. Amsterdam : Rodopi, 2014 ISBN 9789042038769